# B Sides and C Sides
 (juin 2017).
Si vous disposez d'ouvrages ou d'articles de référence ou si vous connaissez des sites web de qualité traitant du thème abordé ici, merci de compléter l'article en donnant les références utiles à sa vérifiabilité et en les liant à la section « Notes et références ».
Albums de Rancid
Indestructible
(2003) Let the Dominoes Fall
(2009)
B Sides and C Sides est une compilation du groupe de punk rock américain Rancid, contenant des raretés et des chansons non retenues sur les albums précédents.
Il est d'abord diffusé en ligne le 11 décembre 2007 suivi d'une version standard sur CD, le 15 janvier 2008.

## Présentation
B Sides and C Sides contient un certain nombre de faces B et de chansons rares ainsi que des apparitions sur des compilations ou des bandes originales ainsi que 4 titres précédemment inédits. 
L'ensemble couvre la période de 1992 à 2004 et ne comprend, donc, aucune chanson enregistrée avec le batteur actuel Branden Steineckert.
Il est également remarquable par le fait qu'il soit la seule sortie sur une période de 6 ans, depuis la pause du groupe en 2004 (après l"album Indestructible en 2003) et leur septième album Let the Dominoes Fall, sorti le 2 juin 2009

## Liste des titres
Toutes les chansons sont écrites et composées par Rancid.
| No  | Titre                | Parution originale | Durée |
| --- | -------------------- | --- | ----- |
| 1.  | Ben Zanotto          | Face B du single Let Me Go (2000)                                                                                         | 2:02  |
| 2.  | Stop                 | Face B du single Bloodclot (1998)                                                                                         | 1:41  |
| 3.  | Devils Dance         | Titre inédit (enregistré durant les sessions de Life Won't Wait)                                                          | 3:04  |
| 4.  | Dead and Gone        | Face B du single Let Me Go (2000)                                                                                         | 2:06  |
| 5.  | Stranded             | Face B du single Fall Back Down (2003)                                                                                    | 2:24  |
| 6.  | Killing Zone         | Face B du single Fall Back Down, Titre bonus de l'édition vinyle de Indestructible (2003)                                 | 2:39  |
| 7.  | 100 Years            | Titre inédit (enregistré durant les sessions de Life Won't Wait)                                                          | 1:56  |
| 8.  | Things to Come       | Face B du single Hooligans (1998)                                                                                         | 3:09  |
| 9.  | Blast 'Em            | Face B du single Time Bomb (1995), compilation Bored Generation chez Epitaph Records (1996)                               | 2:29  |
| 10. | Endrina              | Face B du single Bloodclot (1998)                                                                                         | 1:14  |
| 11. | White Knuckle Ride   | compilation Old Skars & Upstarts chez Disaster Records (1999)                                                             | 1:24  |
| 12. | Sick Sick World      | Édition japonaise de Rancid (2000), Warped Tour Compilation (2001), single 12" Sick Sick World chez Rancid Records (2003) | 1:16  |
| 13. | Tattoo               | BO du film de surf de Taylor Steele The Show chez Theologian Records (1998)                                               | 2:06  |
| 14. | That's Entertainment | Face B du single Ruby Soho (1995)                                                                                         | 1:29  |
| 15. | Clockwork Orange     | Titre inédit (enregistré durant les sessions de Life Won't Wait)                                                          | 2:45  |
| 16. | The Brothels         | compilation Give 'Em the Boot (1997)                                                                                      | 2:57  |
| 17. | Just a Feeling       | EP Radio Radio Radio (1993), compilation Fat Music for Fat People (1994)                                                  | 1:57  |
| 18. | Brixton              | compilation Rock Stars Kill chez Kill Rock Stars Records (1994)                                                           | 2:25  |
| 19. | Empros Lap Dog       | Titre inédit (enregistré durant les sessions de Life Won't Wait)                                                          | 1:54  |
| 20. | I Wanna Riot         | Face B du single Roots Radicals (1995), compilation Punk-O-Rama Vol. 1 (1994)                                             | 3:06  |
| 21. | Kill the Lights      | compilation Old Skars & Upstarts chez Disaster Records (1999)                                                             | 1:18  |

| Titres bonus - Édition import japonais et digipack | Titres bonus - Édition import japonais et digipack | Titres bonus - Édition import japonais et digipack | Titres bonus - Édition import japonais et digipack | Titres bonus - Édition import japonais et digipack | Titres bonus - Édition import japonais et digipack | Titres bonus - Édition import japonais et digipack | Titres bonus - Édition import japonais et digipack | Titres bonus - Édition import japonais et digipack | Titres bonus - Édition import japonais et digipack |
| No                                                 | Titre                                              | Durée                                              |                                                    |                                                    |                                                    |                                                    |                                                    |                                                    |                                                    |
| -------------------------------------------------- | -------------------------------------------------- | -------------------------------------------------- | -------------------------------------------------- | -------------------------------------------------- | -------------------------------------------------- | -------------------------------------------------- | -------------------------------------------------- | -------------------------------------------------- | -------------------------------------------------- |
| 22.                                                | I'm Not the Only One                               | 2:51                                               |                                                    |                                                    |                                                    |                                                    |                                                    |                                                    |                                                    |
| 23.                                                | Battering Ram                                      | 2:58                                               |                                                    |                                                    |                                                    |                                                    |                                                    |                                                    |                                                    |
| 24.                                                | The Sentence                                       | 1:39                                               |                                                    |                                                    |                                                    |                                                    |                                                    |                                                    |                                                    |
| 25.                                                | Media Controller                                   | 1:58                                               |                                                    |                                                    |                                                    |                                                    |                                                    |                                                    |                                                    |
| 26.                                                | Idle Hands                                         | 2:02                                               |                                                    |                                                    |                                                    |                                                    |                                                    |                                                    |                                                    |
| 56:52                                              |                                                    |                                                    |                                                    |                                                    |                                                    |                                                    |                                                    |                                                    |                                                    |

Notes
- Ces pistes bonus sont, à l'origine, parues sur le vinyle EP éponyme Rancid, sorti en 1992[4].
- Une édition 20e anniversaire, intitulée Rancid: B Sides And C Sides - Vinyl Single Album Pack 7x7", inclant ces mêmes bonus en version remastérisés, est éditée par Machete Music en 7 disques vinyle[5].

| 22. | Blacklisted                        |  |
| 23. | X-Mas Eve (She Got Up And Left Me) |  |
| 24. | Fuck You                           |  |

## Membres du groupe
- Tim Armstrong : guitare, chant
- Lars Frederiksen : guitare, chant
- Matt Freeman : basse, chant
- Brett Reed : batterie